# Diploschizia mexicana
Diploschizia mexicana is een vlinder uit de familie van de parelmotten (Glyphipterigidae). De wetenschappelijke naam van de soort is voor het eerst geldig gepubliceerd door Heppner.